# غلة كور (زلاغي الغربي)
غلة کور (بالفارسية: گله کور) هي قرية تقع في إيران في قسم زلاغي الغربي الریفي. يقدر عدد سكانها بـ 33 نسمة .